# Департамент информационных технологий Москвы
Департамент информационных технологий г. Москвы («ДИТ») — функциональный орган исполнительной власти города Москвы, отвечающий за создание и эксплуатацию городских информационных систем, поставки компьютерной техники в бюджетные учреждения, разработку инструментов открытого правительства и перевод городских и муниципальных услуг в электронный вид. Действует в соответствии с Государственной программой «Информационный город» на 2012—2018 годы и распоряжается бюджетом порядка 1 млрд долларов в год — это один из крупнейших показателей по мегаполисам мира.
Департамент известен масштабными поставками в младшие классы среднеобразовательных школ техники Apple и инициативой по созданию общегородской сети WiFi-точек.
Департамент — оператор официального портала Мэра и Правительства Москвы mos.ru, на котором можно ознакомиться с новостями и получить электронные государственные услуги. Месячная посещаемость ресурса — 35 миллионов человек.
Команда ДИТа создала первый в России портал открытых данных data.mos.ru[8] , первый портал «Наш город», принимающий и обрабатывающий жалобы на типовые городские проблемы, а также систему электронных референдумов «Активный гражданин», запустила проект «Московская электронная школа» и систему удаленной записи к врачу ЕМИАС. Совместно с Департаментом культурного наследия города Москвы разработал проект «Узнай Москву».
Подведомственный Департаменту ГУП «Московский социальный регистр» эмитирует Социальную карту москвича. Весной 2014 г. представлено новое поколение СКМ на базе Mastercard с технологией бесконтактных платежей PayPass.
Начиная с 1 июля 2017 г. Социальную карту начали переводить на национальную платежную систему «МИР».
С марта 2015 года Департамент открыл доступ ко всем видам контента на типовых сайтах правительства Москвы, а также на нетиповых сайтах в зоне «mos.ru» на основе свободной лицензии Creative Commons Attribution 3.0.
В 2017 году в Москве была завершена интеграция официального портала Мэра и Правительства Москвы mos.ru и Портала государственных услуг, а также электронного атласа, сервиса Автокод и свыше 40 сайтов органов исполнительной власти в единый портал mos.ru.

## История
Основан в 2001 году как «Управление информатизации г. Москвы» (до 2008 года являлся «государственным унитарным предприятием» (ГУП)). С августа 2010 г. переименован в «Комитет информационных технологий г. Москвы». С января 2011 г. — «Департамент информационных технологий г. Москвы».

## Проекты

### «Безопасный город»
Городская система видеонаблюдения («Безопасный город») — это государственная информационная система для сбора, обработки и хранения видеозаписей с камер, установленных в городе. По данным на декабрь 2019 года система объединяет в себе более 175 тыс. камер — это один из самых больших показателей в Европе.
Информация с камер видеонаблюдения поступает в государственную информационную систему «Единый центр хранения и обработки данных» (ЕЦХД), позволяющую пользователям получать доступ к видеопотоку в режиме реального времени и к архиву. Доступ к системе предоставлен сотрудникам правоохранительных органов, а также сотрудникам органов исполнительной власти и подведомственных учреждений.
Для жителей организована возможность резервирования архивных данных с камер в случае происшествия. Сделать это можно, обратившись по телефону 8 (495) 587-00-02. С полученным от оператора номером заявки жителю следует обратиться к сотруднику правоохранительных органов, который сможет получить архивные данные и использовать их в заведенном деле.
Благодаря камерам видеонаблюдения в Москве в первом полугодии 2018 года число преступлений, совершенных в общественных местах, сократилось на 10 %. Система помогла раскрыть около двух тысяч преступлений, в том числе 569 тяжких и особо тяжких.
В мае 2019 года мэр Москвы Сергей Собянин анонсировал конкурс на создание в Москве «крупнейшей в мире» системы распознавания лиц из 200 тыс. камер. По данным на октябрь 2019 года к системе распознавания лиц в Москве в тестовом режиме подключено около 3000 камер. За всё время тестов системы распознавания лиц МВД отчиталось о поимке с её помощью более 100 преступников при помощи подключения к распознаванию лиц базы уголовного розыска. Установкой этой системы и заключением государственных контрактов с подрядчиками также занимается ДИТ.

#### Критика
В системе ЕЦХД как минимум два раза находили уязвимости, позволяющие получить несанкционированный доступ к городскому видеонаблюдению Москвы. В 2015 анонимный пользователь сайта «Хабр» благодаря уязвимости получил доступ к трансляциям 20 тыс. камер Москвы. По итогу поста об уязвимости её устранили, а позднее ДИТ устроил с «Хабром» спецпроект в рамках которого 2 тыс. пользователей получили временный тестовый доступ к городским камерам.
В 2019 году журналист «МБХ медиа» рассказал о том, что данные с камер городской системы видеонаблюдения с 2016 года можно найти в продаже на чёрном рынке. По словам источников издания, торговля доступом к камерам реализуется из-за встроенной в систему уязвимости: возможности копировать доступ к прямому эфиру и архиву камеры и передавать его в виде прямой ссылки, не требующей аутентификации. Также корреспонденту «МБХ медиа» удалось приобрести на себя выписку из системы распознавания лиц. В репортаже сообщается, что торговля этими данными возможна благодаря тому, что работа полиции с распознаванием лиц не регулируется законом и не требует судебных предписаний на поиск человека. На вопросы журналистов в ДИТ не ответили. По данным Роскомсвободы на август 2020 года описанные в репортаже уязвимости системы так и не были исправлены.
В середине августа 2018 года полицейские на станции метро «Спортивная» задержали активиста «Другой России» Михаиля Акселя. По словам самого Акселя, его задержали из-за того, что в базу системы распознавания лиц его внёс сотрудник Центра «Э». Оперативник занёс активиста в базу без санкции суда.
Осенью 2019 года юристы Роскомсвободы начали общественную кампанию против использования технологии распознавания лиц в Москве. Среди проблем распознавания лиц в России, перечисленных на сайте кампании Роскомсвобода перечисляет злоупотребление технологией сотрудниками силовых ведомств и утечки данных. Юристы требует ввести временный мораторий на использование этой технологии для московской полиции и создания регулирующих его законов. В том же году московская активистка Алёна Попова пыталась добиться признания системы распознавания лиц незаконной, но в ноябре её иск отклонил суд.

### Связь
Проект Городской Wi-Fi.
Масштабный проект Департамента информационных технологий Москвы, нацеленный на создание в Москве широкой сети точек беспроводного доступа в интернет по технологии Wi-Fi. На сегодняшний день в неё входит более 10 тыс. точек доступа: 8,5 тыс. в общежитиях, 2,5 тыс. точек на улицах в пределах Садового кольца и локально на территории от Садового до Третьего транспортного кольца и более 1000 точек в городских парках. Городской Wi-Fi получил премию «Проект года 2016» в номинации «Лучший инфраструктурный проект».

### Электронные сервисы для граждан
Портал «Наш город»
Геоинформационный портал «Наш город» создан в 2011 г. как инструмент информирования жителей о запланированных работах в сфере ЖКХ и благоустройства, а также решения типовых проблем, с которыми москвичи сталкиваются в повседневной жизни, в частности, ямами на дорогах, мусором или неубранным снегом. В 2016 г. москвичи решили с помощью портала 742 тыс. проблем.
Всего с момента запуска проекта решено более 2,3 млн городских проблем.
Портал «Город идей»
Платформа «Город идей» — краудсорсинговая платформа Правительства Москвы, которая даёт возможность жителям предлагать идеи по развитию разных сфер города Москвы.
Портал «Город заданий»
Платформа «Город заданий» — электронный проект, где горожанам предлагается выполнять задания. В случае успешного выполнения этих заданий, когда их правильность подтверждена, участники проекта получают баллы.
Портал «Электронный дом»
Платформа «Электронный дом» — электронный проект г. Москвы, представленный мультифункциональной платформой по управлению многоквартирным домом в онлайн формат.
Портал «Миллион призов»
Платформа «Миллион призов» — электронный проект, который представляет собой магазин поощрений для всех смежных проектов ГКУ «Новые технологии управления».
Сервис «Окно в город»
Сервис «Окно в город» позволяет увидеть события, которые происходят в городе, и спланировать посещение мест отдыха и массовых мероприятий. Камеры городской системы видеонаблюдения показывают, что происходит на ключевых площадках и сколько людей там находится в данную минуту.
Проект «Узнай Москву»
Навигационно-туристический проект «Узнай Москву» популяризирует культурное наследие города. На портале можно ознакомиться с историей более 1300 домов, более 600 памятников и свыше 200 личностей, пройти 61 тематический маршрут, совершить виртуальную экскурсию по московским музеям, почитать о судьбе известных исторических личностей, связанных с Москвой. Помимо этого, на портале есть возможность ознакомиться с историей 20 эпох и ключевыми событиями, произошедшими в эти периоды. Портал построен по принципу Wiki — каждый посетитель может дополнить информацию о любом объекте. Оффлайновую часть проекта представляют таблички с QR-кодами, которые устанавливаются на исторических зданиях. Проект «Узнай Москву» имеет локализацию на русском и английском языках, а мобильное приложение позволяет сделать прогулку по городу более увлекательной и удобной благодаря навигации, аудиогидам и квестам.
В октябре 2015 г. Правительство Москвы запустило проект «Узнай Москву Фото». Сервис позволяет сфотографироваться с 3D-моделью одной из известных исторических личностей, связанных с тем или иным местом в городе.
Московский портал госуслуг
Московский портал госуслуг — общегородская платформа оказания государственных услуг и сервисов, созданная в 2011 г. для повышения удобства взаимодействия с городом. На портале можно получить информацию о всех услугах, которые оказывает город, подать заявку на их получение, оплатить сервисы городских учреждений, штрафы, госпошлины, передать показания счетчиков, подписаться на уведомления о начислениях за ЖКУ, забронировать время визита к врачу. Интегрирован на mos.ru в январе 2017 года. С этого времени все электронные услуги можно получать на Официальном портале Мэра и Правительства Москвы mos.ru.
Портал «Автокод»
Портал «Автокод» — единая платформа для настоящих и будущих автовладельцев Москвы, желающих получать полную оперативную информацию как личного характера, так и в целом по авторынку и участвовать в формировании комфортного и безопасного движения по Москве. На портале можно узнать актуальную информацию о суммах штрафов и других мерах пресечения за административное правонарушение в области дорожного движения; контактную и справочную информацию о том, как и где получить водительское удостоверение или зарегистрировать транспортное средство.
Типовые сайты органов исполнительной власти Москвы
Для удобства жителей Москвы и госслужащих все сайты органов исполнительной власти столицы были выстроены на единой платформе с гибкими возможностями настроек содержания под индивидуальные нужды каждого конкретного органа исполнительной власти.
Социальные карты
Универсальная электронная карта — единый ключ к комфортной и дружелюбной городской инфраструктуре, избавление от стояния в очередях и коллекционирования справок, удобный способ оплаты товаров и услуг ЖКХ, ликвидация бюрократии и доступ к инновационным сервисам. См. Порядок получения социальной карты москвича и Порядок получения Универсальной электронной карты
Единая мобильная платформа
Единая общегородская инфраструктура, обеспечивающая работу мобильных приложений Правительства Москвы и городских SMS и USSD-сервисов. Наиболее популярные из них — «Парковки Москвы», «Активный гражданин» и «Транспорт Москвы». Все приложения Правительства Москвы доступны для мобильных платформ Android, iOS и Windows Phone.
Портал открытых данных
Справочный ресурс, на котором публикуются данные из городских информационных систем. Информация представлена в удобном для конечных пользователей табличном виде и на карте. Для разработчиков все датасеты доступны в машиночитаемом виде, их можно использовать для создания собственных социальных и коммерческих приложений. В 2014 году «Портал открытых данных» получил Премию Рунета.
Активный гражданин
Система проведения электронных референдумов по важным городским проблемам, созданная по инициативе мэра как площадка для постоянного диалога с горожанами и поощрения граждан с активной жизненной позицией. Отвечая на вопросы, вовлекая в обсуждение друзей и отмечаясь на городских мероприятиях, пользователи получают баллы, которые можно обменять на парковочные часы, транспортные карты, услуги городских парков, билеты в музеи и сувениры.
В 2019 году журналисты «Новой газеты» при помощи анализа больших данных нашли аномалии в работе голосований портала «Активный гражданин» . По словам журналистов, большую часть голосов пользователи оставляют вслепую, чтобы получить призы (самым активным горожанам в приложении обещают бесплатную одежду и билеты на культурные мероприятия). Журналисты также нашли аномалии в пользовательских голосованиях, которые могут свидетельствовать о накрутке.
В ноябре 2015 года внимание оппозиционных политиков к «Активному гражданину» привлёк опрос о переименовании станции метро «Войковская», по итогам которого большинство голосов получило сохранение прежнего названия. Предположения о возможных накрутках высказывали как сторонники, так и противники переименования: распределение голосов было линейным большую часть времени, приток проголосовавших был стабильным в любое время суток. В ответ на критику Департамент информационных технологий Москвы опубликовал график поступления новых голосов, а после направления Леонидом Волковым заявления в правоохранительные органы — сообщил о тендере на проведение внешнего аудита «Активного гражданина».
Электронный атлас Москвы
«Электронный Атлас Москвы» включает картографические материалы и сервисы использования пространственных данных. В «Электронном Атласе» размещаются карты местности Москвы, созданные на основе открытого цифрового картографического фона, входящего в состав Единой государственной картографической основы города Москвы; космические снимки местности Москвы; информация об отдельных объектах и территориях города Москвы.
Московская электронная школа
Московская электронная школа — это проект для учителей, детей и их родителей, направленный на создание высокотехнологичной образовательной среды в школах Москвы. Главная его цель — максимально эффективное использование современной ИТ-инфраструктуры для улучшения качества школьного образования. Одна из самых популярных услуг на портале mos.ru — электронный дневник/журнал, который позволяет учащимся и их родителям контролировать успеваемость в режиме онлайн. При этом сотрудникам школ доступен расширенный функционал электронного журнала, в рамках которого они могу выставлять оценки и фиксировать достижения учеников.
23 ноября 2017 года на площадке Цифрового делового пространства в Москве состоялась церемония вручения главной интернет-награды страны — Премии Рунета. Проект «Московская электронная школа» принес Департаменту информационных технологий города Москвы Премию Рунета в номинации «Наука и образование».
Единая медицинская информационно-аналитическая система (ЕМИАС)
Единая медицинская информационно-аналитическая система (ЕМИАС) создана Департаментом информационных технологий города Москвы по заказу Департамента здравоохранения города Москвы в рамках программы «Информационный город». Основные задачи ЕМИАС — сделать использование бесплатных медицинских услуг доступным, качественным и удобным для граждан, избавить медицинских работников от бумажной рутины и дать им простой и удобный доступ к необходимой информации для оказания медицинской помощи, а руководству государственных медицинских учреждений — достоверный и оперативный инструмент анализа и эффективного управления системой здравоохранения. ЕМИАС — один из самых масштабных, организационно сложных и социально значимых столичных ИТ-проектов последних лет. В 2017 году ЕМИАС объединяет более 23 тысяч врачей, более 9 млн пациентов, содержит более 308 млн записей к врачам (по данным на конец марта 2017 года), и обеспечивает более 500 тыс. различных транзакций ежедневно.
В 2011 году первые 10 поликлиник были подключены к ЕМИАС, началось внедрение электронной регистратуры. В 2012 году к системе подключены 353 медицинских учреждения, созданы первые 10 млн записей на прием. В 2013 году система признана «Самым масштабным IT-проектом в здравоохранении», началось пилотирование Лабораторного сервиса. К ЕМИАС подключено 556 поликлиник. В 2014 году главные врачи всех поликлиник получили доступ к Центру Мониторинга ЕМИАС, началось внедрение электронных рецептов, 660 поликлиник подключено к ЕМИАС. В 2015 году выписано более 10 миллионов электронных рецептов, внедрен сервис электронных листков нетрудоспособности, а также разработано городское мобильное приложение «ЕМИАС города Москвы». В 2015 году началось масштабное внедрение электронных медицинских карт в городских поликлиниках Москвы. По итогам 2016 года 75 % москвичей зарегистрированы в ЕМИАС, выписано более 23 млн электронных рецептов, создано более 3 млн электронных медкарт. По версии международного консалтингового агентства PwC, в 2016 году Москва обогнала Нью-Йорк, Лондон и другие мегаполисы по уровню информатизации здравоохранения.
В 2017 году ЕМИАС развернута в 678 медицинских учреждениях (адресных объектах) амбулаторно-поликлинического звена столицы — это все детские и взрослые городские поликлиники, стоматологические поликлиники, женские консультации, диспансеры, диагностические центры. Ведутся работы по организации информационного взаимодействия между амбулаторно-поликлиническим звеном и стационарами (с использованием ЕМИАС).
По состоянию на начало 2018 года в электронном виду выписано более 45 млн рецептов. Почти 10 млн москвичей хоть раз записывали к врачу в электронном виде. В системе зарегистрировано более 6,3 млн электронных медицинских карт.
Единая медицинская информационно-аналитическая система г. Москвы позволяет управлять потоками пациентов государственных учреждений здравоохранения. Она содержит интегрированную амбулаторную медицинскую карту, позволяет вести консолидированный управленческий учёт, а также персонифицированный учёт медицинской помощи. Система содержит информацию о загруженности медучреждений и востребованности врачей и позволяет управлять медицинскими регистрами. В ЕМИАС разработаны три уровня защиты персональных данных: физический, цифровой и система авторизации. Данные нельзя скопировать, сохранить или случайно удалить из системы. В 2015 году в базе системы находится 660 медучреждений г. Москвы. В 2014 году во всех московских медицинских учреждениях, зарегистрированных в базе, появились «Электронные медицинские карты». В следующем году все поликлиники Москвы стали выписывать своим пациентам «Электронные рецепты». В 2015 году для записи на прием к врачу было разработано мобильное приложение «ЕМИАС города Москвы». Через него можно также записаться на исследования или процедуры, отменить прием, посмотреть назначение, создать несколько учетных записей и записывать на прием всех членов семьи.

### Иные системы
Школа новых технологий
Проект «Школа новых технологий» реализуется при организационной поддержке Департамента информационных технологий и Департамента образования города Москвы с привлечением ведущих российских и зарубежных IT-компаний. Главная цель проекта — при помощи технологической поддержки сделать школу современным образовательным профильным центром, лабораторией, позволяющей учащимся в полной мере реализовывать свои замыслы и раскрывать таланты и популяризировать IT-профессии среди учащихся школ.
Проект состоит из серии конкурсов, образовательных активностей и мероприятий по технологической модернизации школ. Отбор школ, участвующих в программе, проводится в виде конкурса, состоящего из нескольких этапов, в ходе которых оценивается уровень технологического развития образовательных учреждений.
За 2 года от проекта получили технологическую поддержку 220 школ Москвы, которые стали победителями конкурса «Школы новых технологий». Часть учебных заведений были оборудованы космическими центрами, виртуальными музеями, цифровыми лабораториями, мультимедийными лингафонными кабинетами, мобильными видеостудиями, типографиями и другим современным оборудованием
Ещё один проект ДИТ «Школа реальных дел» — конкурс проектов и прикладных исследований школьников на основе реальных задач работодателей. Конкурс проводится школой № 2086 совместно с «ШНТ». Задачи предлагают партнеры «Школы новых технологий»: Ростелеком, Qiwi, Samsung, Embarcadero, Лаборатория Касперского и другие ИТ-компании.
Электронный документооборот
Единая почтовая система
Информационная система «Регистрация начислений и обработки платежей»
Городская информационная система регистрации и начисления платежей (ИС РНиП) существенно расширяет возможности дистанционной оплаты госуслуг и платных сервисов городских учреждений. Она позволяет находить свои счета и производить платежи в привычном интерфейсе платежных систем, терминалов и банкоматов.
Открытый бюджет города Москвы
Информационный портал «Открытый бюджет» открывает доступ к полной информации по планированию и реализации бюджетной политики города Москвы.

## Руководство
- Лысенко Эдуард Анатольевич — Министр Правительства Москвы, руководитель Департамента информационных технологий[61].
- Макаров Владимир Владимирович — Заместитель руководителя Департамента.
- Горбатько Александр Владимирович — Заместитель руководителя Департамента.
- Бондал Денис Владимирович — Заместитель руководителя Департамента.

## Санкции
20 июля 2023 года Департамент информационных технологий Москвы внесён в санкционный список стран Евросоюза «за серьёзные нарушения прав человека в России, включая незаконные аресты, задержания, а также нарушения свободы мирных собраний и объединений»:

Он передает данные с системы распознавания лиц в правоохранительные органы, в ГУВД г. Москвы. Система распознавания лиц использовалась в Москве как инструмент репрессий. С ее помощью осуществлялась слежка и произвольные задержания независимых журналистов и активистов оппозиции, участвовавших в мирных акциях протеста в поддержку Алексея Навального, против коррупции в правительстве России и против вторжения России в Украину. Система распознавания лиц также использовалась ГУВД г. Москвы для поиска и задержания призывников, пытавшихся уклониться от мобилизации для участия в агрессивной войне России против Украины. — «Официальный журнал Европейского союза», Брюссель, 20 июля 2023 года
Также под санкции Евросоюза, по аналогичным основаниям, попал руководитель департамента Эдуард Лысенко